# Emperatriz Genmei
La Emperatriz Genmei (元明天皇 Genmei-tennō?) (661 – 29 de diciembre de 721) fue la 43° cuadragésima tercera Emperatriz del Japón en aparecer en la lista tradicional de Emperadores, y la cuarta mujer en tomar este cargo. Fue hija del Emperador Tenji con su esposa Soga no Mei-no-iratsume y después cónyuge del Príncipe heredero Kusakabe no Miko, que era  hijo del Emperador Tenmu y la Emperatriz Jitō. Kusakabe fue también primo y sobrino de la Emperatriz Genmei. Después de la muerte del Emperador Monmu en el 707, lo sucedió en el trono, para aguardar la madurez de su nieto el Emperador Shōmu. Sin embargo, en el 715, la Emperatriz Genmei abdicó a favor de la hermana del Emperador Monmu, el cual después sucedería a la Emperatriz Genshō.
En 708 trasladó la capital de Japón del Palacio Fujiwara al Palacio Heijō, en Heijō-kyō, justo al oeste de la moderna ciudad de Nara, dando inicio al período Nara en la historia japonesa.

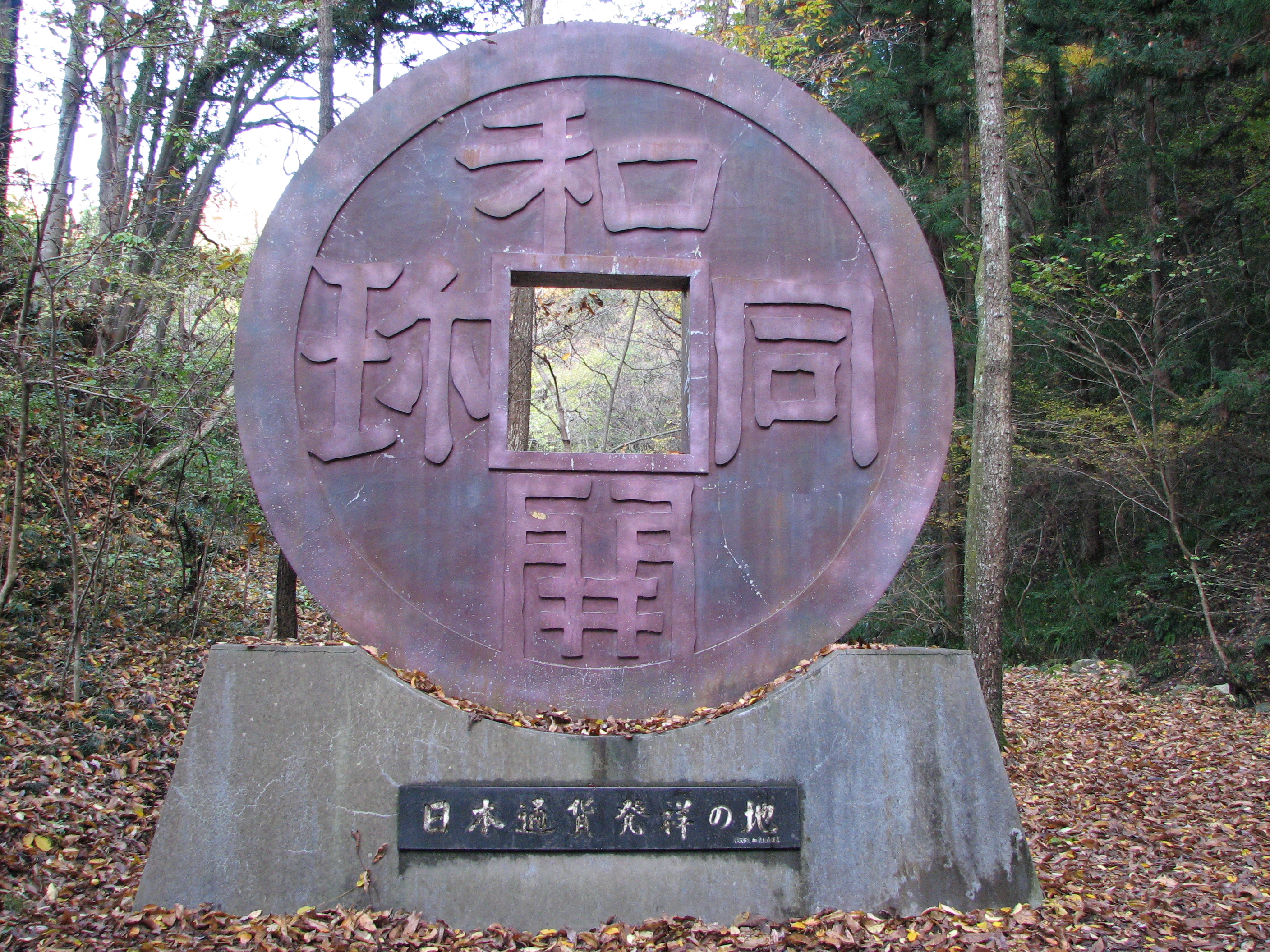
Monumento Wadōkaichin (moneda) de la emperatriz Genmei en Saitama.

| Predecesor: Emperador Monmu | Emperatriz de Japón 707 - 715 | Sucesor: Emperatriz Genshō |